# رحميم ملول
رحميم ملول - Rahamim Malul (بالعبرية: רחמים מלול، من مواليد 29 أبريل 1946) هو سياسي إسرائيلي من أصل يهودي مغربي, و الذي شغل منصب عضوا في الكنيست عن حزب شاس بين عامي 1999 و 2003، وهو العمدة الحالي لرحوفوت .

## السيرة الشخصية
ولد ملول في المغرب ، وقدم إلى مدينة عليا في إسرائيل عام 1960. درس في كلية المعلمين ، وعمل كمدرس ومدير.
تم انتخابه في مجلس مدينة رحوفوت ، حيث شغل ثلاثة فصول دراسية. في أغسطس 1996 تم تعيينه رئيسا للمجلس المحلي لمدينة كوزيه البدوية من قبل وزارة الشؤون الداخلية.
في انتخابات 1999 ، تم وضع مالول في المرتبة 12 على قائمة حزب شاس ، ودخلت الكنيست عندما فاز الحزب بـ 17 مقعدًا. لقد خسر مقعده في انتخابات 2003
أصبح رئيس بلدية رحوفوت في عام 2009 بعد استقالة شوكي فورر.